# Dittico di Vienna
Il Dittico di Vienna, chiamato anche Peccato originale e deposizione o Dittico della caduta e redenzione dell'uomo, è un dipinto del pittore fiammingo Hugo van der Goes realizzato circa nel 1479 e conservato nel Kunsthistorisches Museum di Vienna.

## Descrizione

### Peccato originale
Il lato sinistro del dittico mostra la scena del peccato originale commesso dalle prime persone sulla Terra: Adamo ed Eva. Il tema è tratto  dalla Bibbia- l'Antico Testamento - libro della Genesi. Nell'iconografia, Adamo veniva spesso mostrato sul lato destro dell'albero, che significa "buono", ed Eva a sinistra come simbolo del peccato. Hugo van der Goes ha leggermente modificato la composizione. La coppia sta fianco a fianco sul lato destro dell'albero. La donna tiene un frutto nella mano destra e ne coglie un'altra con la mano sinistra per il suo uomo. Sotto di esso cresce l'iris che copre il suo grembo. Il fiore simboleggia la purezza. Adamo copre vergognosamente la sua nudità e allo stesso tempo raggiunge il frutto offertogli. 

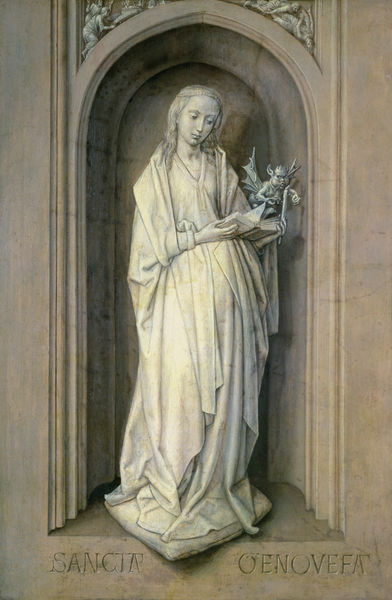
L'immagine di santa Genoveffa di Parigi dopo aver chiuso il dittico

Sul lato sinistro dell'albero, Satana è mostrato sotto forma di una salamandra con il volto di una donna. I suoi tratti femminili (il volto è molto simile a quello di Eva) rimandano all'opinione allora popolare di una donna come sensuale tentatrice di un uomo razionale. La creatura è ancora in piedi, ma presto, a causa del peccato originale, Dio la punirà ordinandogli di strisciare sul ventre per sempre. Inoltre, la prima coppia sarà punita con l'espulsione dal paradiso; la donna partorirà dei figli nel dolore e sarà subordinata all'uomo, che sarà condannato al duro lavoro per tutta la vita. 

### Deposizione
Sul lato destro del dittico, l'artista ha presentato una scena della deposizione di Gesù deposto dalla croce. Gesù discese sulla Terra per redimere il peccato originale commesso da Adamo ed Eva attraverso la sua morte. Grazie a questo, ha dato l'opportunità all'umanità di entrare di nuovo in Paradiso. Il pittore ha utilizzato qui una composizione diagonale, dove il movimento avviene dalla croce verso la tomba. Accanto al corpo di Gesù, Maria indossa una veste blu e Nicodemo e Giuseppe di Arimatea indossano un copricapo rosso. Maria è sorretta da Giovanni Evangelista. Dietro di lui ci sono due donne piangenti che tengono tra le mani i chiodi con cui Cristo fu inchiodato. A destra c'è Maria Maddalena. Il colore delle sue vesti, così come il gesto del lamento, sono caratteristici della pittura quattrocentesca.

### Santa Genoveffa
Dopo la chiusura del dittico, viene visualizzata un'immagine in grisaille di santa Genoveffa di Parigi. Sul retro della tavola è presente un registro di inventario dell'epoca in cui l'opera era nella collezione dell'arciduca Leopoldo Guglielmo d'Austria nel 1659.